# Isaac Bashevis Singer
Isaac Bashevis Singer (n. 14 iulie 1904, Leoncin⁠(d), Nowy Dwór Mazowiecki County⁠(d), Mazovia, Polonia – d. 24 iulie 1991, Surfside⁠(d), Florida, SUA) a fost un scriitor evreu american de limbă idiș, născut în Polonia, care a primit în anul 1978 Premiul Nobel pentru Literatură. 

## Motivația Juriului Nobel
„Pentru arta sa  narativă, plină de pasiune, care, având rădăcini într-o tradiție culturală polono-evreiască, dă viață condiției umane universale”.

## Viața
Isaac Bashevis Singer a fost pregătit de tatăl său rabin hasid, pentru cariera rabinatului. A trăit în Radzymin în timpul copilăriei sale, deși unele surse susțin că Radzymin este locul său de naștere. Până la 12 ani nu a citit nici o carte profană. A studiat în continuare la seminarul rabinic Tahkemoni din Varșovia, dar, ca și fratele său Israel Joshua Singer autorul romanului „Frații Ashkenazy”, a părăsit modul de trai religios, și a îmbrățișat cariera literară.
Din anul 1922 a fost corector și traducător la publicația în limba idiș „Literarische Blater”, apoi a publicat romanul „Satan în Goray”, inspirat de dramele provocate de apariția un fals Mesia, în jurul anilor 1650 - 1660. A obținut un prim succes.
În 1935 a plecat în Statele Unite, unde a colaborat la diverse publicații în limba idiș. Treptat, a colaborat la diferite emisiuni radiofonice, la majoritatea revistelor literare sau care pubilica nuvele și povestiri: „Newyorker”, „Commentary”, „Esquire”.
În anul 1950 a apărut romanul „Familia Moskat”, o vastă frescă a trei generații de evrei polonezi, mai cu seamă din mediul intelectual, între anii 1911 - 1939. Pentru acest roman a primit „Premiul Louis Laniel”.

## Opera

### Romane
- Satan in Goray (Satan în Goray) (1935)
- The Family Moskat (Familia Moskat) (1950)
- The Magician of Lublin (Magicianul din Lublin) (1960)
- The Slave (Sclav) (1962)
- The Manor (Conacul) (1967)
- The Fearsome Inn (1967)
- Mazel and Shlimazel (1967)
- The Estate (1969)
- Elijah The Slave (1970)
- Joseph and Koza or the Sacrifice to the Vistula (1970)
- שׂונאים. געשיכטע פֿון אַ ליבע (Sonim, Geșihte fun a libe - Enemies, a Love Story) (1972)
- The Wicked City (1972)
- Fools of Chelm (1975)
- Naftali and the Storyteller and His Horse, Sus (1976)
- Shosha (1978)
- Reaches of Heaven (1980)
- The Golem (1983) (De golem)
- The Penitent (1983)
- Scum (1991)
- The Certificate (1992)
- Meshugah (1994) (Mesjogge)
- Shadows on the Hudson (1998)

### Nuvele și povestiri
- Gimpel the Fool and other Stories (Gimpel  prostul - și alte nuvele) (1957)
- The Spinoza of Market Street (1961)
- Short Friday (1964)
- The Seance and other Stories (1968)
- A Friend of Kafka (1970)
- A Crown of Feathers (1973)
- Der Ba'alteshuveh (1974)
- Passions (1975)
- Old Love (1979)
- The Power of Light (1980)
- Reaches of Heaven (1980)
- Collected Stories (1982)
- The Image and other Stories (1985)
- The Death of Methuselah and other Stories (1988)
- The King of the Fields (1988)

### Memorii
- In My Father's Court (La curtea tatălui meu) (1966)
- A Little Boy in Search of God (1976)
- A Little Boy in Search of Love (1978)
- Lost in America (Pierdut în America)  (1981)

### Literatură pentru copii
- Zlateh the Goat (1966)
- When Schlemiel went to Warsaw (1968)
- The Topsy-Turvy Emperor of China (1971)
- The Fools of Chelm (1973)
- Why Noah Chose the Dove (1974)
- A Day of Pleasure (O zi de plăcere) (1976)
- Stories for Children (1986)